# Leyes antisemitas
Durante los años 30 y años 40 del siglo XX fueron aprobadas varias leyes antisemitas en el III Reich, la Italia fascista, en las otras potencias europeas del Eje y en otros estados títeres.
En tales legislaciones, la población judía quedó privada de sus derechos civiles, políticos y económicos a la par que sus bienes fueron expropiados. Una vez sin propiedades, el siguiente paso era la deportación y finalmente el holocausto.

## III Reich
En 1933 se aprobó la ley del funcionariado público del que quedaron excluidos los "no-arios", incluyendo aquellos que hubieren tenido un familiar de origen judío (de segundo grado) en contraste con las Leyes de Núremberg, donde se calificaba a estas personas como " una cuarta parte judíos" (Vierteljuden). Esta última ley fue aprobada en 1935. De acuerdo a la legislación, la población judía se vio privada de su nacionalidad y se prohibieron los matrimonios interraciales (entre judíos y arios).
A esta acta le siguieron otros decretos discriminatorios.

## Reino de Italia
El 14 de julio de 1938 se publicó el Manifiesto Racial. Las leyes fueron aprobadas el 18 de noviembre de 1938, excluyendo a los judíos de prestar servicio en la administración civil, las fuerzas armadas y del Partido Nacional Fascista. La población se vio afectada por las expropiaciones forzosas, y los matrimonios entre personas de diferente credo o raza fueron abolidos.
La legislación siguió vigente tiempo después de la caída de Benito Mussolini hasta que fue reemplazada el 20 de enero de 1944 bajo la administración de Pietro Badoglio.

## Estado Eslovaco
El 18 de abril de 1939 el Estado Eslovaco sacó adelante la primera legislación racial, la cual iba dirigida a los religiosos y a los bautizados a partir del 30 de octubre de 1918. De acuerdo con John Morley la ley, conocida como "Código Judío", fue sancionada el 9 de septiembre de 1941 sin la aprobación del Parlamento o del presidente del Gobierno, Jozef Tiso.
A partir del 15 de mayo de 1942 se legalizaron de forma retroactiva los procesos de deportación así como la confiscación de bienes y de propiedades además de la retirada de la ciudadanía.

## Reino de Rumanía
En agosto de 1940 el Gobierno Rumano aprobó la legislación por la que aquellos judíos que se hubieren convertido al cristianismo, seguirían considerados judíos de acuerdo con la ley. También se prohibieron los matrimonios entre personas de diferente religión con el objetivo de avanzar hacia una política racial.

## Francia de Vichy
En octubre de 1940 se aprobó el estatuto sobre los judíos. Posteriormente sería aplicado en los territorios de Argelia, Marruecos y Túnez.

## Reino de Bulgaria
Aprobado en 1941 para la "protección de la nación" inspirada en las Leyes de Núremberg alemanas.

## Estado Independiente de Croacia
El 30 de abril de 1941 se aprobó una ley que daba vía libre para expropiar los bienes y deportar a los judíos, los cuales fueron trasladados a campos de trabajo.